# Spiring (plante)
 For alternative betydninger, se Spiring. (Se også artikler, som begynder med Spiring)
Spiringen er den første begyndelse på en plantes liv. Mange planter har det, man kalder frøhvile, som er en periode på nogle uger eller måneder, hvor kimen er forhindret i at spire. Forhindringen består i, at frøet rummer nogle spirehæmmende stoffer, som skal fjernes, før spiringen kan komme i gang. Frøhvile er en tilpasningsmæssig fordel, som hindrer frøet i at lade sig lokke til en for tidlig spiring.
Spiringen sættes i gang, når en enzymatisk nedbrydning af spirehæmmende stoffer, vandoptagelse og temperatur har skabt en forud fastlagt, gunstig situation. På det tidspunkt indledes spiringen i frøets kim, og det første, der dannes, er altid kimroden. Når kimroden er vel etableret og kan forsyne kimen med vand, dannes kimstænglen og de første kimblade. Hos de enkimbladede planter er der altid kun ét kimblad. De tokimbladede har – som navnet siger – to kimblade, og nåletræerne har mange. 
Kimbladene kan forblive skjult nede i jorden, så man sjældent ser dem (det er f.eks. tilfældet hos Stilk-Eg), eller de kan vokse frem og være fuldt synlige (som kimbladene hos den nærtbeslægtede Almindelig Bøg).
Når kimrod, kimstængel og kimblade er dannet, har planten afsluttet sin spiring, og den egentlige vækst kan gå i gang.